# Franz Josef von Gruben
Franz Josef Freiherr von Gruben (* 13. Februar 1829 in Düsseldorf; † 23. Oktober 1888 in Regensburg) war Jurist, Domänenverwalter und Mitglied des Deutschen Reichstags.

## Leben
Gruben war Sohn des  Richters Ignatz von Gruben. Er besuchte das Friedrich-Wilhelm-Gymnasium in Köln bis 1847 und studierte Rechts- und Staatswissenschaft in Berlin und Bonn. Er trat 1850 in den Königlichen Justizdienst beim Landgericht in Köln ein und wurde 1856 dort zum Landgerichtsassessor ernannt. Anschließend arbeitete er bis zum Herbst 1857 bei der Königlichen Regierung in Koblenz und verließ 1858 den Staatsdienst, um eine Stellung in der Verwaltung des fürstlichen Hauses Thurn und Taxis einzunehmen. Dort wurde er Leiter der Gesamtverwaltung, bis er sich 1877 in das Privatleben zurückzog. Am 15. November 1873 erging für ihn in Wien ein Diplom zum österreichischen Freiherrenstand als Ritter des Eisernen Kronen Ordens 2. Klasse.
Von 1881 bis zu seinem Tode war er Mitglied des Deutschen Reichstags für den Wahlkreis Oberpfalz 1 (Regensburg, Burglengenfeld, Stadtamhof) und die Deutsche Zentrumspartei.
Sein Sohn, Freiherr Joseph von Gruben (* 1859; † 1925), königlich-bayerischer Landgerichtsdirektor in München, immatrikulierte sich im Königreich Bayern am 22. Januar 1905 bei der Freiherrenklasse des bayerischen Adels.